# Howdens Joinery
Howden Joinery Group plc eller Howdens er en britisk køkkenproducent og køkkenforhandler, desuden produceres og sælges forskellige joinery-produkter.
Howdens blev etableret af Matthew Ingle i 1995, som en forretningsenhed i MFI Furniture Group plc (MFI).